# Herman Teirlinck (schrijver)
Herman Louis Cesar Teirlinck (Sint-Jans-Molenbeek, 24 februari 1879 – Beersel, 4 februari 1967) was een Belgisch roman- en toneelauteur en dichter. Voor een aantal van zijn boeken en voor andere auteurs was hij boekbandontwerper. Voor C.A.J. van Dishoeck in Bussum ontwierp hij 12 boekbanden.

## Levensloop
Teirlinck werd geboren als enige zoon van de vijf kinderen van toneelschrijver en volkskundige Isidoor Teirlinck en onderwijzeres Josefine van Nieuwenhove. Wegens zijn zwakke gezondheid bracht hij zijn vroege jeugd grotendeels door in Zegelsem bij de ouders van zijn vader. De lagere school en middelbare school volgde hij in Brussel.
Teirlinck wilde schrijver worden, maar gaf gehoor aan de wens van zijn vader en begon zijn studies voor arts in Brussel maar dat lag hem niet. Teirlinck vertrok vervolgens naar Gent en studeerde daar Duitse taal- en letterkunde, maar brak ook deze studie af.
In 1902 trad hij in het huwelijk met Mathilde Lauwers. In hetzelfde jaar werd hij ambtenaar bij de gemeente Brussel. Hij vertaalde de maandelijkse verslagen van de Koninklijke Vlaamse Schouwburg in het Frans waardoor zijn belangstelling voor toneel groeide. Hij wilde het peil van deze volksschouwburg, geleid door Edmond Hendrikx, die vooral goedkope 19de-eeuwse draken bracht, optillen via de oprichting van het “Kunstkommiteit”. Als 23-jarige stelde hij zich samen met de acteur Laroche tevergeefs kandidaat voor een tweeledig directeurschap van de KVS. Als amateur deed hij zelf aan diverse vormen van toneel (naar verluidt het liefst als vrouw verkleed). Hij trad zelfs op als zanger. In 1907 solliciteerde hij opnieuw tevergeefs.
In 1903 was hij medeoprichter van het tijdschrift Vlaanderen, opvolger van Van Nu en Straks.
Vanaf 1906 was Teirlinck Belgisch correspondent voor het Algemeen Handelsblad. Hij ging zich steeds meer op het leven in Brussel richten. Rond 1909 vestigde hij zich in Linkebeek waar hij zich met de plaatselijke politiek bemoeide. In 1909 verscheen ook zijn essay “De kunst van het theater” waarin hij zich een aanhanger betoonde van de theatrale vernieuwingen die Edward Gordon Craig had geïntroduceerd. Vanaf 1910 tot 1936 was hij leraar Nederlands, aan de stedelijke jongensnormaalschool te Brussel.
In 1919 werd hij lid van de Koninklijke Vlaamse Academie voor Taal- en Letterkunde. Van toen af werd hij een belangrijk man. Hij werd Vlaams leraar aan het Koninklijk Hof en was raadsheer voor Kunst en Wetenschap van drie koningen: Albert I, Leopold III en Boudewijn. In 1923 was hij een van de stichtende leden van de Vlaamse Club voor kunst, wetenschap en letteren te Brussel.
Vanaf 1925 tot 1938 doceerde hij Nederlands aan de Academie voor schone Kunsten te Antwerpen en vanaf 1928 tot 1936 aan de Stedelijke Meisjesnormaalschool te Brussel. In de tussenliggende periode was hij vanaf 1912 directeur van een meubelfabriek (tot 1926) en werd hij secretaris van de werkgeversbond voor de Belgische houtindustrie. In die functie reisde hij naar het toenmalige Belgisch Kongo.
Ook vanaf 1928 was Teirlinck verbonden aan het Nationaal Hoger Instituut voor Bouw -en Sierkunsten als docent techniek van het toneel. In 1938 werd hij er directeur. Inmiddels had hij ook contact met het Belgische hof, en vanaf 1933 was hij adviseur, eerst voor koning Albert I en vanaf 1934 voor koning Leopold III.
In 1928 overleed zijn echtgenote Matilde Lauwers. In 1929 liet hij door Victor Bourgeois zijn villa in Sint-Idesbald bouwen. In 1931 hertrouwde hij met Johanna Hoofmans en in 1936 verhuisden ze naar Beersel.
Na de Tweede Wereldoorlog was Teirlinck in 1946 medeoprichter van het Nieuw Vlaams Tijdschrift, waarvan hij directeur werd. In hetzelfde jaar richtte hij de Studio van het Nationaal Toneel te Antwerpen op; later bekend als Studio Herman Teirlinck. Hij was tot 1950 directeur van de Ter Kameren in Brussel tot Léon Stynen hem verving. In 1951 werd hij adviseur bij het ministerie van Onderwijs.

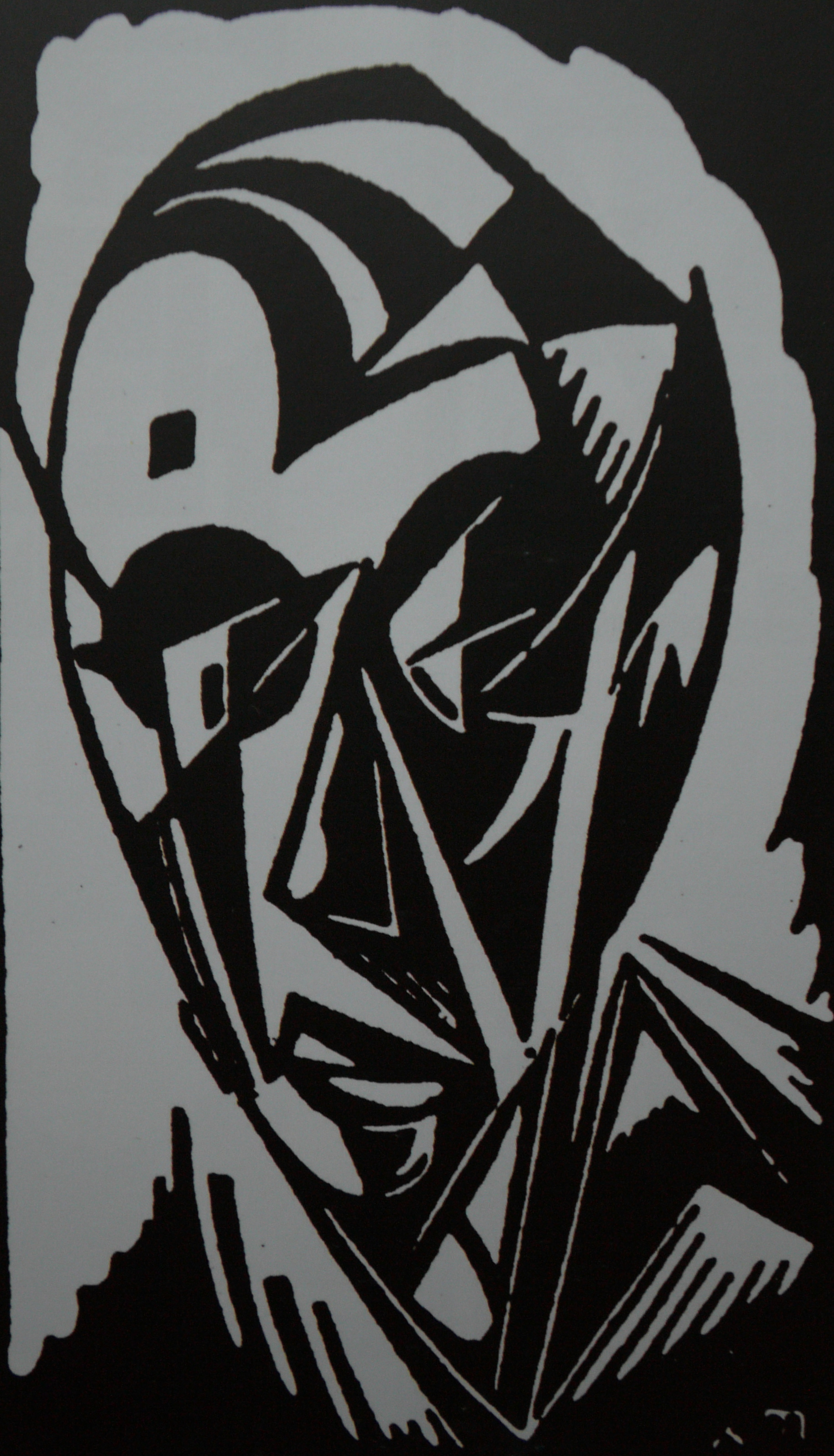
Avant-garde portret van Herman Teirlinck door Karel Maes (1922)

Teirlincks tweede vrouw overleed in 1963. Teirlinck zelf overleed vier jaar later, 20 dagen voor zijn 88-ste verjaardag. Zijn huis in Beersel-Lot werd ingericht als Teirlinck-museum en kunstgalerie, maar sloot eind 2013 zijn deuren. In november 2021 werd het na restauratie heropend als museum en cultuurcentrum onder de naam huis van Herman Teirlinck.

## Onderscheidingen en prijzen

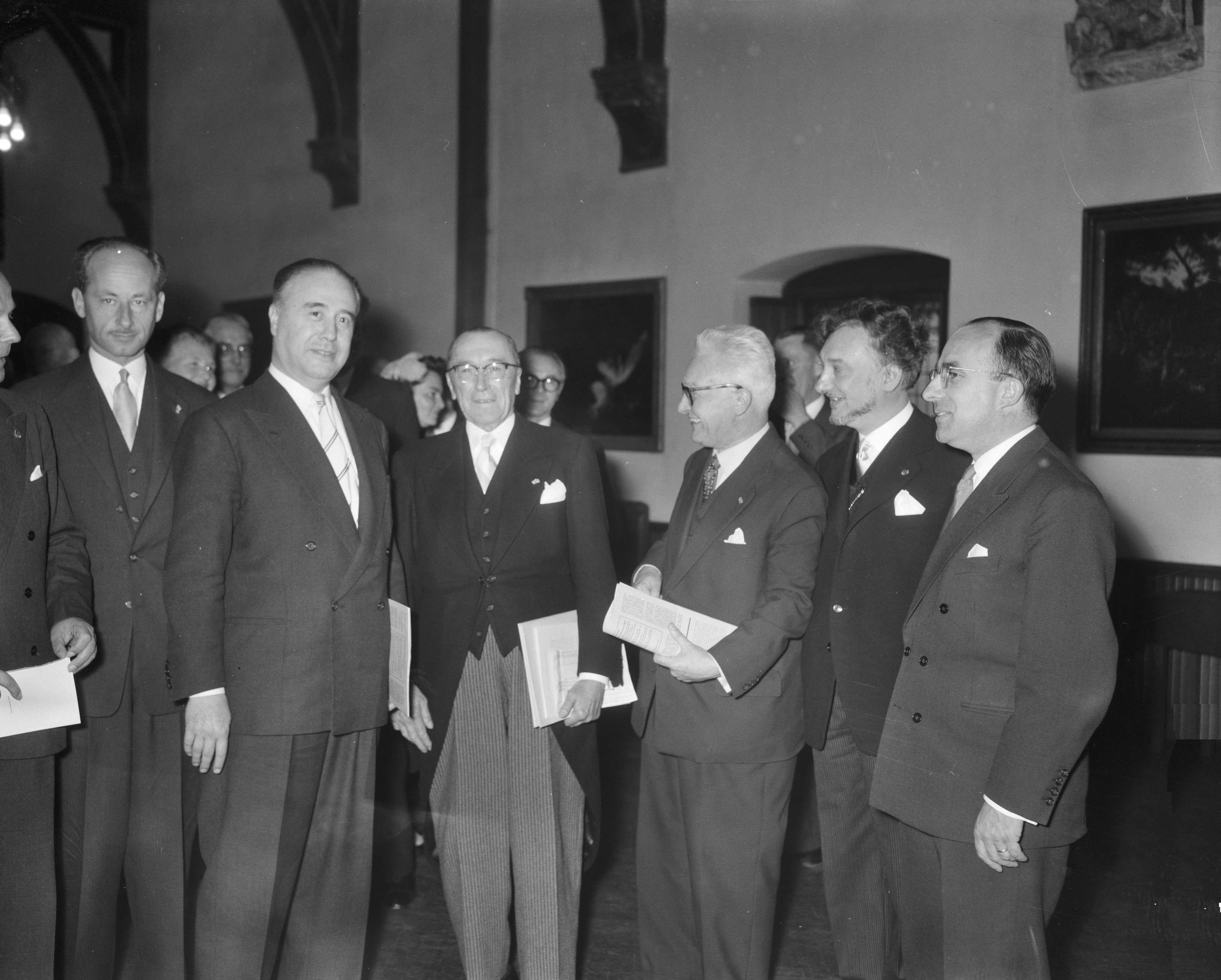
Teirlinck (in jacquet) ontvangt Prijs der Nederlandse Letteren (1956)

- 1925 - Staatsprijs voor toneelletterkunde, voor De man zonder lijf
- 1928 - Staatsprijs voor toneelletterkunde, voor Ave
- 1936 - Commandeur in de Orde van Oranje-Nassau
- 1950 - Grote vijfjaarlijkse staatsprijs voor Vlaamse letterkunde voor zijn gehele oeuvre
- 1956 - Prijs der Nederlandse Letteren
- 1956 - Grootofficier in de Orde van Oranje-Nassau[1]

Hij werd viermaal doctor honoris causa:
- aan de universiteit van Brussel (1938)
- aan de universiteit van Amsterdam (1947)
- aan de universiteit van Luik (1954)
- aan de universiteit van Gent (1959)

## Waardering
Jeroen Brouwers noemde Teirlinck "de grootste Vlaamse schrijver vóór Louis Paul Boon en Hugo Claus". Hij vond dat zijn oeuvre in de 21e eeuw archaïsch was geworden en mogelijk wat kregel kon wekken vanwege de overgestileerdheid van veel van zijn proza, maar dat het rijk en soeverein bleef.

## Bibliografie

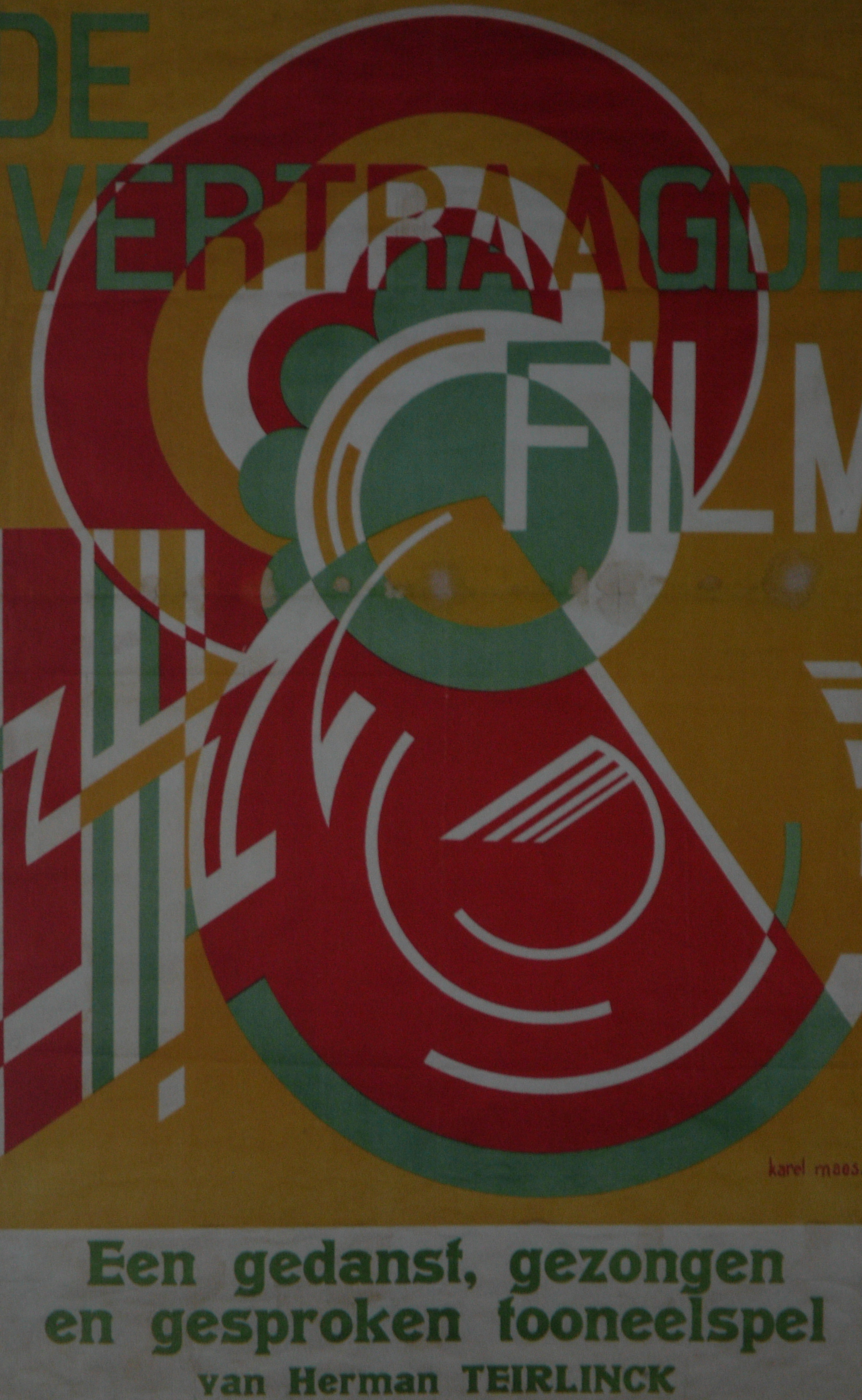
Affiche voor De vertraagde film van Herman Teirlinck

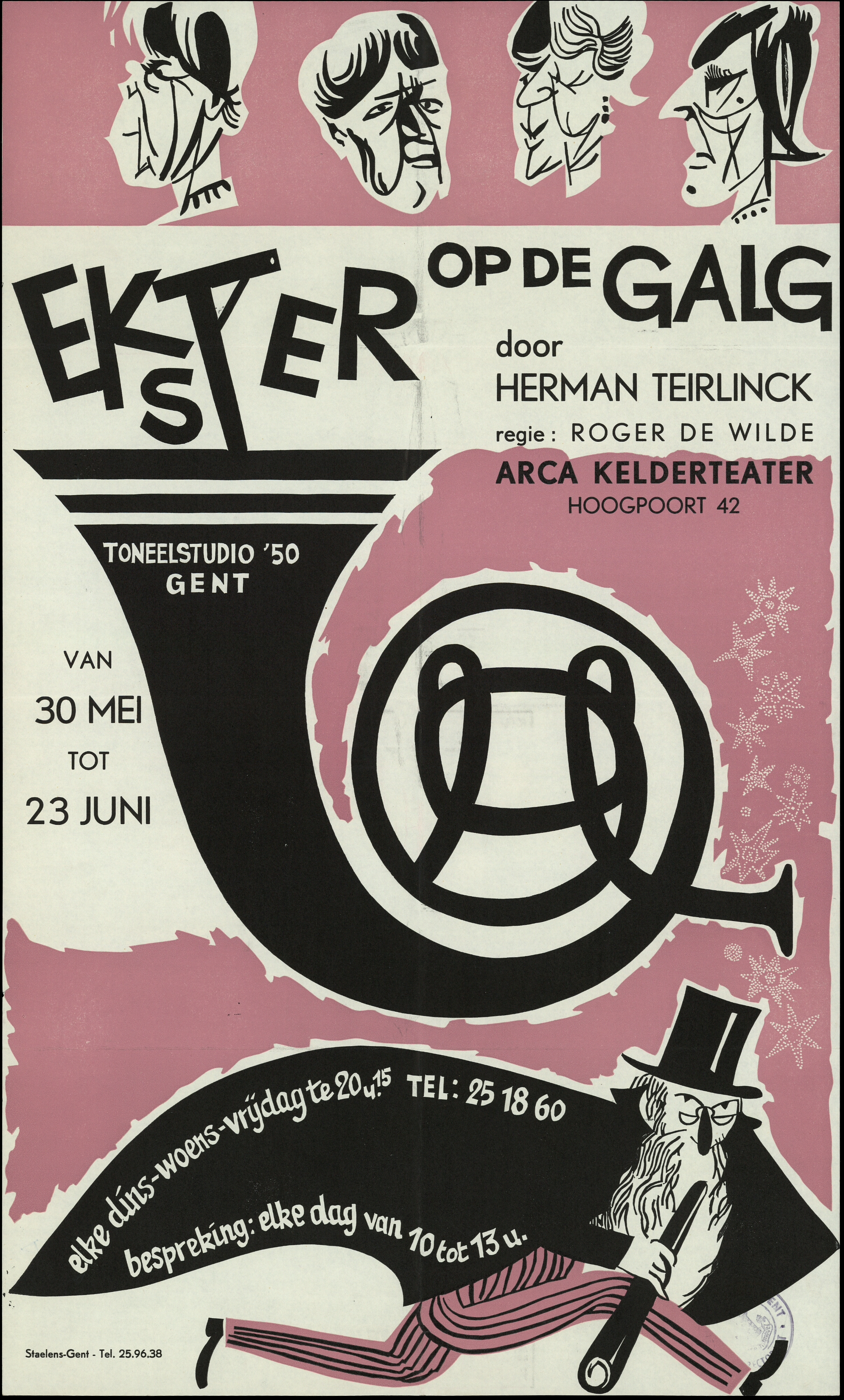
Affiche van het toneelstuk "Ekster op de galg" door Herman Teirlinck : Arca keldertheater Toneelstudio '50 Gent van 30 mei tot 23 juni.